# Anne Louise Oaklander
Anne Louise Oaklander (...) è una neurologa, neurofisiologa e docente statunitense, lavora presso la Harvard Medical School e in neuropatologia presso il Massachusetts General Hospital.

## Biografia
Si è laureata presso l'Albert Einstein College of Medicine e ha poi conseguito un BS in Neuroscienze presso la Cornell University e MD e Ph.D. Dopo la specializzazione in neurologia all'UMDNJ, ha intrapreso una formazione post-dottorato presso la Johns Hopkins e si è unita alla facoltà di Neurochirurgia fino a trasferirsi alla MGH, dove dirige il laboratorio di biopsie cutanee e neurodiagnostica che si occupa di diagnosi, cura e ricerca riguardo alla Neuropatia delle Piccole Fibre . 
Attualmente risulta essere la maggiore ricercatrice al mondo a occuparsi di NPF e sindromi associate. È nota per le scoperte riguardanti le complicazioni da fuoco di Sant'Antonio associate alla Neuropatia delle piccole Fibre.
La Oaklander dirige anche la NerveUnit, un laboratorio finanziato dall'NIH e dal Dipartimento della Difesa. 
Ha effettuato più di 100 pubblicazioni e fa parte del comitato editoriale di diverse riviste. 
Fa parte dell'American Neurological Association e dell'American Academy of Neurology Oltre che dei comitati consultivi e di revisione per NIH, VA e dell'Institute of Medicine.

## Opere
- Studio randomizzato di l-serina in pazienti con neuropatia autonomica e sensoriale ereditaria di tipo 1 - V Fridman, S Suriyanarayanan, P Novak, W David, EA Macklin, D McKenna-Yasek, K Walsh, R Aziz-Bose, AL Oaklander, R Brown, T Hornemann, F Eichler, Neurologia, 2019 gennaio.[5]

- Canali ionici e dolore neuropatico - MC Klein e AL Oaklander. Elife, 2018 novembre.[6]

- Deficit sensoriali e autonomici in un nuovo modello murino umanizzato di disautonomia familiare - E Morini, P Dietrich, M Salani, HM Downs, GR Wojtkiewicz, S Alli, A Brenner, M Nilbratt, JW LeClair, AL Oaklander, SA Slaugenhaupt, I Dragatsis. Hum Mol Genet, 15 marzo 2016.[7]

- Storia naturale e biomarcatori nella neuropatia sensoriale ereditaria di tipo 1 - V Fridman, AL Oaklander, WS David, EA Johnson, J Pan, P Novak, RH Brown Jr, FS Eichler, Nervo muscolare, 2015 aprile[8]